# Cyclododecylamin
Cyclododecylamin ist eine chemische Verbindung aus der Gruppe der Amine. Der brennbare, gelbliche Feststoff ist praktisch unlöslich in Wasser.

## Gewinnung und Darstellung
Cyclododecylamin wird durch Umsetzung von Cyclododecen mit Blausäure in Gegenwart von konzentrierter Schwefelsäure und Verseifung des Zwischenprodukts N-Cyclododecylformamid gewonnen.

## Verwendung
Cyclododecylamin kann zu Cyclododecanon oxidiert werden. Er wird auch zur Synthese des Fungizids Dodemorph benötigt.